# Teen Choice Awards 1999
Die ersten Teen Choice Awards wurden am 1. August 1999 in Santa Monica (Kalifornien) veranstaltet. Aus insgesamt 16 Kategorien wurden drei Preise an den Film Verrückt nach Mary verliehen.

## Film – Choice Actor
- Freddie Prinze Jr. – Eine wie keine
  - Ben Affleck – Armageddon
  - Ryan Phillippe – Eiskalte Engel
  - Will Smith – Der Staatsfeind Nr. 1

## Film – Choice Actress
- Jennifer Love Hewitt – Ich weiß noch immer, was du letzten Sommer getan hast
  - Reese Witherspoon – Eiskalte Engel
  - Drew Barrymore – Ungeküsst
  - Cameron Diaz – Verrückt nach Mary

## Soundtrack of the year
- Stadt der Engel

## Film – Choice Comedy
- Verrückt nach Mary

## Film – Choice Hissy Fit
- Sandra Bullock – Auf die stürmische Art
  - Leonardo DiCaprio – Celebrity
  - Reese Witherspoon – Election
  - Lisa Kudrow – The Opposite of Sex – Das Gegenteil von Sex
  - Jason Schwartzman – Rushmore

## Film – Movie of the Summer
- Big Daddy
  - Austin Powers – Spion in geheimer Missionarsstellung
  - Notting Hill
  - Star Wars: Episode I – Die dunkle Bedrohung

## Film – Breakout Performance
- James van der Beek – Varsity Blues

## Film – Choice Drama
- Eiskalte Engel
  - Auf immer und ewig
  - Seite an Seite
  - Varsity Blues

## Film – Most Disgusting Scene
- Verrückt nach Mary

## Film – Sexiest Love Scene
- Freddie Prinze Jr., Rachel Leigh Cook – Eine wie keine
  - Heath Ledger, Julia Stiles – 10 Dinge, die ich an dir hasse
  - Ryan Phillippe, Reese Witherspoon – Eiskalte Engel
  - Matthew McConaughey, Elizabeth Hurley – EDtv
  - Joseph Fiennes, Gwyneth Paltrow – Shakespeare in Love

## Film – Funniest Scene
- Verrückt nach Mary

## TV – Choice Actor
- Joshua Jackson – Dawson’s Creek

## TV – Choice Actress
- Sarah Michelle Gellar – Buffy – Im Bann der Dämonen
  - Katie Holmes – Dawson’s Creek
  - Keri Russell – Felicity
  - Jennifer Love Hewitt – Party of Five

## TV – Choice Comedy
- Friends

## TV – Breakout Performance
- Keri Russell – Felicity

## TV – Choice Comedy
- Dawson’s Creek
  - Eine himmlische Familie
  - Buffy – Im Bann der Dämonen
  - Party of Five